# الشيخ أحمد
الشيخ أحمد  قرية سوريّة تتبع إداريّاً لمحافظة حلب منطقة جبل سمعان ناحية الزربة، بلغ تعداد سكانها 697 نسمة حسب التعداد السكاني لعام 2004.